# SŽD-Baureihe ВЛ19
Die Lokomotiven der Baureihe ВЛ19 (deutsche Transkription WL19) der Sowjetischen Eisenbahnen (SŽD) sind breitspurige Elektrolokomotiven. Sie wurden zuerst als Baureihe ВЛ114 (WL114) bezeichnet. Ein Teil der Baureihe wurde zu ВЛ19М (WL19M) umgebaut.

## Baureihe ВЛ19 (WL19)
Seit 1929 liefen im Werk Kolomna Vorbereitungen zum landeseigenen Bau von Elektrolokomotiven. Parallel zur Baureihe СС (zunächst als Baureihe СС11 bezeichnet) wurde ab 15. März 1932 eine äußerlich ähnliche, aber leichtere Lokomotive für höhere Geschwindigkeit und mit höherer Leistung entwickelt. Der Prototyp dieser Baureihe wurde am 6. November 1932 noch vor der ersten СС11 fertiggestellt und als ВЛ114-1 bezeichnet. Sie war die erste in der Sowjetunion gebaute Elektrolokomotive. Die Baureihenbezeichnung „ВЛ114“ leitete sich dabei von „Владимир Ленин“ (Wladimir Lenin) und der Masse von 114 Tonnen ab. Bereits nach wenigen Tagen wurde die Bezeichnung in „ВЛ19-01“ geändert, wobei auf die Achslast von 19 Tonnen Bezug genommen wurde.
Wie die СС war die ВЛ19-01 mit dreiachsigen Drehgestellen ausgestattet und für 3 kV Gleichstrom ausgelegt. Als Zugang zur Lok war eine Tür in den Frontseiten vorgesehen. Der Vorbau nahm die Scheinwerfer und Steckdosen auf, wodurch die Loks das bis in die 1950er Jahre typische Erscheinungsbild sowjetischer Elektrolokomotiven bekamen.
Während die Baureihe СС sofort in Serie gebaut wurde, wurde die ВЛ-01 zunächst erprobt. Im Sommer 1933 kam sie auf den neu elektrifizierten, als Suramipass bezeichneten Abschnitt Chaschuri–Sestaponi der Strecke Tiflis–Poti der Transkaukasischen Eisenbahn in der Georgischen SSR.
1934 begann die Serienfertigung der Baureihe ВЛ19 mit ВЛ19-02. Bis zur 1935 ausgelieferten ВЛ19-40 wurden keine Änderungen vorgenommen. Im Rahmen der Neuelektrifizierung der Strecke Sagorsk–Alexandrow entstand in Sagorsk eine Schnittstelle zur bereits mit 1,5 kV elektrifizierten Strecke von Moskau. Deshalb wurde versuchsweise ВЛ19-41 als Zweispannungslokomotive für 1,5 und 3 kV gebaut. Während des bis 1938 laufenden weiteren Baus der Baureihe ВЛ19 wurden 1936 und 1937 weitere zwölf ВЛ19 für beide Stromsysteme gebaut, während die restlichen ВЛ19 weiterhin nur für 3 kV ausgerüstet wurden. Insgesamt entstanden somit 121 ВЛ19 in der Ausführung für 3 kV und 13 ВЛ19 in Zweisystemausführung. 53 ВЛ19 für 3 kV wurden 1954 zu Zweisystemlokomotiven umgebaut.

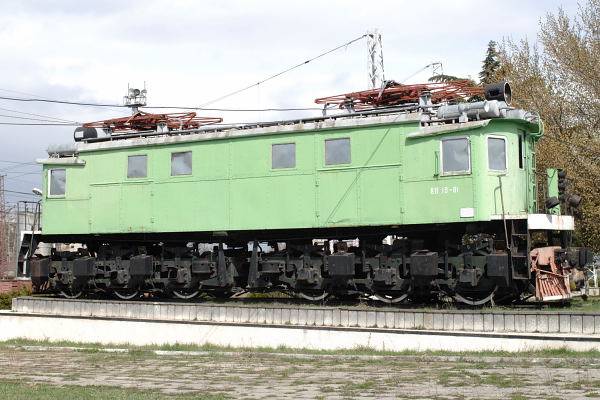
ВЛ19-01 als Denkmal in Chaschuri (2008)

Die ВЛ19 wurden von 1969 bis 1977 ausgemustert. Vier ВЛ19 blieben als Museums- bzw. Denkmallokomotiven erhalten: ВЛ19-01 in Chaschuri (Georgien), ВЛ19-35 in Jekaterinburg, ВЛ19-40 in Kandalakscha und  ВЛ19-61 in Slatoust.

## Baureihe ВЛ19М (WL19M)
Im Rahmen umfassender Aufarbeitungen wurden 1947 in der Elektrolokomotivenfabrik Nowotscherkassk zehn ВЛ19 mit den stärkeren Motoren der Baureihe ВЛ22М ausgestattet. Die Höchstgeschwindigkeit wurde im Zuge des Umbaus auf 90 km/h erhöht. Die umgebauten Lokomotiven erhielten die Baureihenbezeichnung ВЛ19М und neue Ordnungsnummern, die oberhalb derer der inzwischen ausgelieferten ВЛ22 und ВЛ22М liegen. Die folgenden ВЛ19М entstanden durch Umbau:
- ВЛ19М-187 aus ВЛ19-137
- ВЛ19М-189 aus ВЛ19-02
- ВЛ19М-190 aus ВЛ19-75
- ВЛ19М-191 aus ВЛ19-25
- ВЛ19М-192 aus den Drehgestellen der unvollendeten ВЛ19-127 und dem Lokkasten der ВЛ19-52
- ВЛ19М-193 aus ВЛ19-139
- ВЛ19М-194 aus ВЛ19-141
- ВЛ19М-195 aus ВЛ19-59
- ВЛ19М-196 aus ВЛ19-07
- ВЛ19М-197 aus ВЛ19-10

Die ВЛ19М wurden von 1972 bis 1976 ausgemustert.